# 黎瑟尔数
黎瑟尔数（英語：Riesel number）是奇正整數k使得所有形式如k × 2n - 1的數均為合成數，也是反謝爾賓斯基數。
1956年，Hans Riesel證明有無限多個合符這種條件的整數。他找到509203有這樣的性質。現時找到小於106的Riesel數有：
- 509203×2n-1 :{3, 5, 7, 13, 17, 241}
- 762701×2n-1 :{3, 5, 7, 13, 17, 241}
- 777149×2n-1 :{3, 5, 7, 13, 19, 37, 73}
- 790841×2n-1 :{3, 5, 7, 13, 19, 37, 73}
- 992077×2n-1 :{3, 5, 7, 13, 17, 241}

冒號後的質數集表示每個形式如k × 2n - 1的數都會被該集其中一個數整除。若能找出這樣的集，便能證明一個數是Riesel數。
分佈式網絡計算項目RieselSieve旨在尋找最小的Riesel數，目前已停止運作，顯示k=509203是最小的Riesel數。